# Apollo Kids
Albums de Ghostface Killah
Wu-Massacre
(2010) Wu-Block
(2012)
Singles
1. 2getha Baby
Sortie : 2010

Apollo Kids est le neuvième album studio de Ghostface Killah, sorti le 21 décembre 2010.
Après un album aux sonorités RnB (Ghostdini: Wizard of Poetry in Emerald City), Ghostface Killah revient avec cet opus, très bien accueilli par les critiques, à un son plus proche de celui du Wu-Tang Clan.
L'album s'est classé 10e au Top Rap Albums, 28e au Top R&B/Hip-Hop Albums et 120e au Billboard 200.

## Liste des titres
| No  | Titre                                                          | Contient un (des) sample(s) de                                                                             | Durée |
| --- | -------------------------------------------------------------- | --- | ----- |
| 1.  | Purified Thoughts (featuring Killah Priest et GZA)             | Am I a Good Man de Them Two                                                                                | 3:31  |
| 2.  | Superstar (featuring Busta Rhymes)                             | He's a Superstar du Roy Ayers Ubiquity                                                                     | 3:08  |
| 3.  | Black Tequila (featuring Cappadonna et Trife Diesel)           | Ghet-to Funk de Duralcha Karye Pyar des Tafo Brothers featuring Nahid Akhtar                               | 3:43  |
| 4.  | Drama (featuring Joell Ortiz et Game)                          | Is There Any Love de Trevor Dandy                                                                          | 4:28  |
| 5.  | 2getha Baby                                                    | Together des Intruders                                                                                     | 3:01  |
| 6.  | Starkology                                                     | Main Theme From Star Wars de David Matthews Shout de Tears for Fears                                       | 2:25  |
| 7.  | In tha Park (featuring Black Thought)                          | I'm Alive de Johnny Thunder The Bridge de MC Shan Gangsta Gangsta des N.W.A                                | 3:47  |
| 8.  | How You Like Me Baby                                           | Different Strokes de Syl Johnson                                                                           | 3:14  |
| 9.  | Handcuffin' Them Hoes (featuring Jim Jones)                    | | 2:30  |
| 10. | Street Bullies (featuring Shawn Wiggs, Sheek Louch et Sun God) | (If Loving You Is Wrong) I Don't Want to Be Right de Millie Jackson Can I Kick It? de A Tribe Called Quest | 3:17  |
| 11. | Ghetto (featuring Raekwon, Cappadonna et U-God)                | Woman of the Ghetto de Marlena Shaw                                                                        | 4:09  |
| 12. | Troublemakers (featuring Raekwon, Redman et Method Man)        | Searching for Soul de Jake Wade and the Soul Searchers                                                     | 3:40  |